# 国文研本源氏物語系図
国文研本源氏物語系図（こくぶんけんほんげんじものがたりけいず）とは、古系図に分類される源氏物語系図の一つ。

## 概要
本系図は2007年度の新収資料として現在大学共同利用機関法人人間文化研究機構の国文学研究資料館の所蔵となっていることからこの「国文研本（古系図）」の名称で呼ばれている。実隆本以前の古系図に分類されるもので、鶴見大学本古系図と並んで現存する源氏物語系図の諸伝本の中で巣守三位をはじめとする巣守巻関係の人物に関する最も詳細な記述を含むことから注目されている源氏物語古系図である。書写された時期は当初鎌倉時代から南北朝時代にかけてとされてきたが、江戸時代の書写であるとの見解も存在する。現在は巻本1帖の形態を持つが、折り目を持つことから過去には折り本の形態であったと見られる。（当初から折り本だったのか、それとも当初は巻本だったのが折り本に改装され、現在再び巻本の改装されたのかは不明である。）『光源氏系図』との標題を持つが後補であると考えられる。内題・序文・奥書などは無く、多くの古系図に含まれている「不入」などと呼ばれる系図以外の部分も存在しない。
「たしかならず」「こころえず」「これもたしかならず」「思ひたがへるにや」などといくつかの部分の記述について疑義を示す文言がしばしば見られ、立場を異にする複数の作者の存在が推定される。また「ある本にはひがごとにや」などと別の系図と照合して校勘を加えたと見られる記述がある。
記述の中に「という」などといった「伝聞的な記述」がしばしば見られる。これは本系図一部の記述が注釈書・梗概書・古系図などに基づいた記述であることを意味するものであると考えられている。

## 特徴的な記述
現存する古系図の中でも全般的に独自の記述が多く、「54帖からなる現在一般的な源氏物語」とは整合しない記述を多く含んでいる。これらの記述の中には単なる誤りでしかない記述も含まれている可能性もあるが、巣守関連の記述など他の諸文書と共通の記述も多く、「54帖からなる現在一般的な源氏物語」とは異なる源氏物語やそれらを元にして作られた注釈書・梗概書・古系図などに基づいて記述した可能性があると考えられている。
紫の上に「のちに一品と申す」といった記述があるなど重要な人物に現行の源氏物語には記述されていない事績が記されている例がある。
光源氏の弟である「蜻蛉兵部卿宮」やその娘の「宮君」ような立項されていてしかるべき人物が欠けており、本系図の作者が蜻蛉巻を読んでいない可能性が考えられる。
光源氏の弟である蛍兵部卿宮や竹河巻の中心人物である蔵人少将など、複数の巻にわたって登場しさまざまな人物と関係を持った重要人物であり、ほとんどの古系図で何らかの説明文が付されているにもかかわらず本古系図では名前が挙げられているだけで説明文が全くない人物が何人か存在する。
右大臣（写本によっては左大臣）にまでなった夕霧を「大将」・右大臣にまでなった紅梅が「大納言」・太政大臣にまでなった髭黒が「大将」と呼ばれているなど、複数の巻に亘って登場しさまざまな人物と関係を持った重要人物の何人かが極官（最も高い最終官位）で記されていない。またこの夕霧・紅梅・鬚黒の子供の記述について混乱が見られる。これらの欠けている記述が「匂宮三帖」にある記述であることから本系図の作者は「匂宮三帖」を読んでおらず注釈書・梗概書・古系図などに基づいて記述した可能性があると考えられる。
現在一般には「宮の御方」などと呼ばれている蛍兵部卿宮と真木柱の娘について「匂兵部卿上」として匂宮の妻となったとの記述があるが、この人物が匂宮の妻となったとする記述のあるのは本系図のみである。

### 記載されている人物の数
系譜部分に収録されている人物の数は163人である。この系譜部分に収録されている人物の数を様々な古系図について調べ、人数順に並べてみると以下のようになる。
- 九条家本 117人（ただし欠損部分を近い系統の古系図で補うと133人から134人であると考えられる）
- 秋香台本古系図 133人
- 帝塚山短期大学蔵本古系図 133人
- 吉川本古系図 137人
- 伝為定本古系図 141人
- 国文研本古系図 163人
- 日本大学蔵本古系図 174人
- 為氏本古系図 177人
- 東京大学蔵本古系図 178人
- 伝清水谷実秋筆本古系図 179人（B本・C本、専修寺秋香台文庫蔵）
- 安養尼本古系図 189人
- 天文本古系図 187人
- 源氏物語巨細 189人（伝姉小路基綱筆・桃園文庫旧蔵・現天理大学図書館蔵）
- 鶴見大学本古系図 189人
- 神宮文庫蔵本古系図 191人
- 正嘉本古系図 210人から214人（ただし東海大学蔵本の現存部分のみだと202人）
- 学習院大学蔵本古系図 215人
- 伝後光厳院筆本古系図 235人

この人数を常磐井和子が唱えた系図に収録されている系譜部分の人数が少ないほど古く原型に近いものである」とする法則に当てはめると、この国文研本は九条家本よりは多いものの池田亀鑑が代表的な増補本系統とした為氏本よりも少なく、他に見られない巣守巻関連の特異な人物をいくらか含んでいることを考えると、巣守関連を除いた基本的な部分は九条家本に近い人数であるということになる。

### 巣守巻関係の記述
蛍兵部卿宮の子である源三位とその子頭中将・巣守三位・巣守中君の兄弟姉妹の記述に関しては、巣守関係の記述のある文献として従来から知られていた正嘉本古系図などとほぼ同様の記述が存在するものの、「源三位の最初の妻であり巣守姉妹の母とその死後に源三位の後妻となった姉妹らの系譜」、「源三位の後妻の元の夫らの系譜」、「巣守三位の乳母とその兄弟姉妹らの系譜」という三つのこれまで全く知られていなかった人物らについての詳細な記述が見られる。巣守関係の記述を持つ古系図は現在およそ10本程度発見されているものの、この3つの系譜の記述を持つ古系図は本「国文研本源氏物語古系図」以外では『鶴見大学本古系図』のみである。
ただし巣守三位らの父である源三位と梅枝巻において蛍兵部卿宮の息子として登場する侍従については巣守関係の記述を持つ源氏物語古系図諸本の間でも
- 一人の人物とする伝清水谷実秋筆本古系図、源氏物語巨細（天理図書館蔵本）、源氏系図小鏡（稲賀敬二旧蔵本）、鶴見大学本古系図など
- 兄弟の関係にある別々の人物としている正嘉本古系図、専修大学本古系図（伝藤原家隆筆本）など

と大きく二つの系統に分かれる中で、本「国文研本古系図」では一人の人物であるとしている。
また夕霧の子供として「母すもりの三位」と記された子供が記されている。夕霧と巣守三位が子供をもうけたというのは巣守関係の記述を持つ古系図の中でも他に見られない記述であり、「夕霧と巣守三位が子供をもうけた」というような記述を持った巣守の巻を想定するよりも薫の子供として記載するべき記述を薫の兄の夕霧のところに記述してしまったという単なる誤記であろうと考えられている。

## 翻刻
- 加藤昌嘉・古田正幸「国文学研究資料館『光源氏系図』翻刻」陣野英則・新美哲彦・横溝博編『平安文学の古注釈と受容　第二集』武蔵野書院、2009年（平成21年）10月、pp. 11-16。 ISBN 978-4-8386-0237-7